# Max von Ferstel
Max von Ferstel (né le 8 mai 1859 à Vienne, mort le 28 mars 1936 dans la même ville) est un architecte autrichien.

## Biographie
Max von Ferstel est le fils de l'architecte Heinrich von Ferstel. Après la maturité au Schottengymnasium, Ferstel étudie de 1878 à 1882 à l'université technique de Vienne avec Karl König. Au cours de ses études, il suit un apprentissage de maçon et des cours à l'Institut d'histoire de l'art de l'université de Vienne.
Après avoir terminé sa formation, Ferstel travaille dans l'atelier de son père Heinrich von Ferstel en 1883. L'année suivante, il crée sa propre entreprise en tant qu'architecte. Au cours des décennies suivantes, Max von Ferstel travaille avec succès dans une grande variété de domaines de la construction. En plus des bâtiments résidentiels, il construit des bâtiments industriels et commerciaux. Il est également responsable de nombreux bâtiments publics, en particulier des églises. Il est aussi architecte d'intérieur et prend des commandes de monuments et de tombes.
En plus de son travail d'architecte, Max von Ferstel est professeur. À l'université technique de Vienne, il est professeur honoraire en 1892, professeur agrégé en 1901 et professeur titulaire en 1907. De 1908 à 1912 et de nouveau de 1927 à 1929, il est doyen et de 1921 à 1922, il est également recteur de l'université technique de Vienne. En 1930, il prend sa retraite.

## Réalisations

### Résidences
- 1884 : Rénovation du château de Jaidhof pour Wilhelm von Gutmann, Jaidhof, Basse-Autriche
- 1894 : Résidence de la famille von Doderer, Vienne 3, Stammgasse 12 (maison des parents de Heimito von Doderer)
- 1896 : Villa Schöller, Vienne 17, Promenadegasse 45
- 1896 : Villa Baronne Karl Ferstel, Vienne 18, Sternwartestraße 67
- 1901 : Modifications et ajouts au château de Jaidhof
- 1902–1903 : Riegelhof, résidence d'été de la famille von Doderer, Prein an der Rax 23, Basse-Autriche
- 1903 : Résidence d'Armin Hochstetter, Vienne 18, Dittesgasse 45
- 1907 : Résidence pour le directeur d'Andritz, Graz
- 1914 : Résidence, Vienne 10, Weldengasse 19

### Bâtiments publics

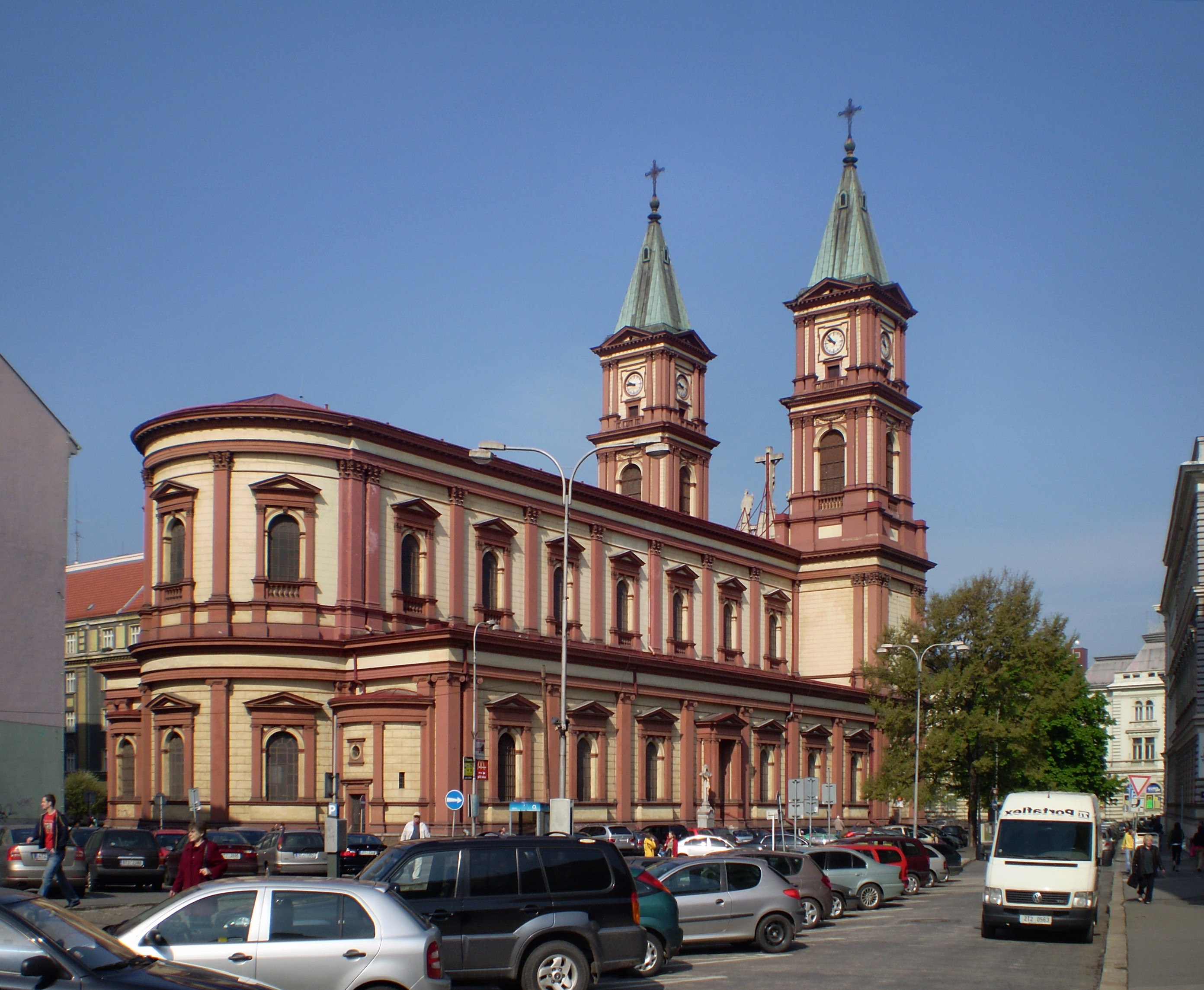
Cathédrale du Divin-Sauveur d'Ostrava

- 1888–1889 : Rénovation de l'église filiale de Fahrafeld, Pottenstein, Basse-Autriche
- 1888–1889 : Chapelle funéraire de la comtesse Anastasia von Wimpffen, Fahrafeld
- 1889 : Achèvement de l'Église du Divin-Sauveur conçue par Gustav Meretta à Ostrava (aujourd'hui cathédrale)
- 1890–1891 : Monument funéraire de Heinrich von Hügel et sa famille, Darmstadt
- 1891 : Chapelle funéraire de la famille Ferstel, Wien 19, cimetière de Grinzing
- 1892–1898 : Église catholique de Beltinci
- Début XXe siècle : Chapelle d'Altenberg, Basse-Autriche
- 1900 : Stèle funéraire de Wilhelm von Doderer, cimetière central de Vienne, Groupe 59D
- 1901 : Mausolée de la famille Seidler, Gruftenberg 1, Würmla, Basse-Autriche (transformée en résidence de 1990 à 1995)
- 1900–1902 : Chapelle funéraire à Würmla
- 1901–1902 : Mairie de Vítkovice
- 1906–1908 : Mairie de Ptuj
- 1914–1915 : Église de l'Assomptionin à Turnišče
- 1920 : Monument aux morts à la guerre de l'église de Gföhl, Basse-Autriche

### Bâtiments industriels et commerciaux
- 1904–1905 : Centrale électrique pour le château de Würmla
- 1904–1905 : Centrale électrique et laiterie pour le château de Jaidhof

### Architecture d'intérieur
- 1931 : Salle de réception de l'université de médecine vétérinaire de Vienne

## Famille
Max von Ferstel fait partie d'une famille d'architectes et de constructeurs. En plus de son père Heinrich von Ferstel (1828-1883), son oncle Karl Köchlin (1828-1894) est également architecte. Le beau-père de Max von Ferstel, Heinrich von Hügel (1828-1899), est l'un des plus grands entrepreneurs de la construction ferroviaire de son temps. Avec sa fille, Charlotte (appelée Lollo) von Hügel (1863-1949), Max von Ferstel a trois enfants, les filles Luise (appelée Lucie, 1886-1945) et Emi (1888-1946), et le garçon, Heinz (1887-1912).
Max von Ferstel est le beau-frère à l'architecte et entrepreneur en bâtiment autrichien Wilhelm Carl Gustav von Doderer, puisqu'il est marié à la sœur de Charlotte Louise (Willy) von Hügel (1862-1946). Le père de Wilhelm Carl von Doderer est le célèbre architecte autrichien Carl Wilhelm Christian von Doderer (1825-1900), qui est à son tour un ami proche du père de Max, Heinrich von Ferstel.
Max von Ferstel est également étroitement associé à la famille von Doderer. En 1894, il construit avec l'architecte Carl Wilhelm von Doderer la maison viennoise représentative de la famille Doderer (Stammgasse 12, 3e arrondissement de Vienne), dans laquelle il a également un appartement. Il crée une stèle pour la tombe de Carl Wilhelm von Doderer en 1900 et construit le Riegelhof en 1902–1903, la maison d'été de l'entrepreneur en bâtiment Wilhelm Carl von Doderer à Prein an der Rax (Basse-Autriche).